# Rudi Lochner
Rudi Lochner, född 29 mars 1953 i Berchtesgaden, är en tysk tränare och före detta bobåkare. Tillsammans med Markus Zimmermann vann han 1991 världsmästerskapen i två-manna-tävlingen och 1992 silvermedaljen hos de olympiska vinterspelen i samma gren.
Lochner började 1982 som bromsare i ett tyskt fyra-manna-team. Sedan 1985 tävlade han som pilot i olika tyska team. Sitt första tyska mästerskap vann han 1990.
Redan ett år senare kom han vid världsmästerskapen i Altenberg på första platsen i två-manna-tävlingen tillsammans med Markus Zimmermann. 1992 vid olympiaden i Albertville missade de guldmedaljen med lite marginal. Följande vinterspelen hölls redan två år senare i Lillehammer men teamet missade pallen och kom på fjärde platsen.